# Dècada del 780 aC
La dècada del 780 aC comprèn el període que va des de l'1 de gener del 789 aC fins al 31 de desembre del 780 aC.

## Esdeveniments
- 782 aC: Fundació d'Erebuni (Էրեբունի) per ordres del rei Argisti I a l'emplaçament de l'actual Yerevan.[1]